# Cortusa discolor
Cortusa discolor är en viveväxtart som beskrevs av Vorosh. och Gorovoi. Cortusa discolor ingår i släktet Cortusa, och familjen viveväxter. Inga underarter finns listade i Catalogue of Life.